# Synagoge (Wiesenbronn)

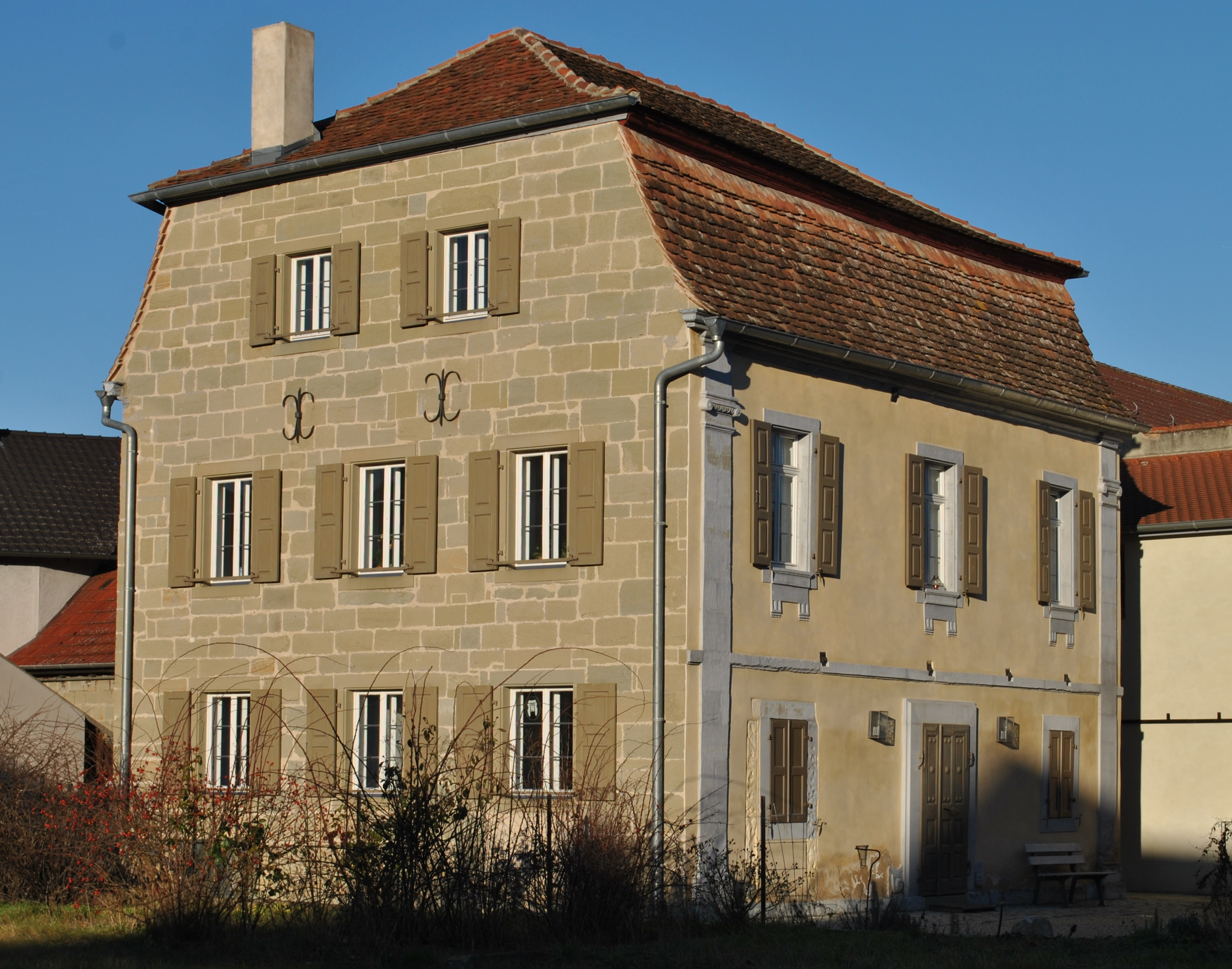
Die ehemalige Synagoge in Wiesenbronn

Die ehemalige Synagoge in der Gemeinde Wiesenbronn im unterfränkischen Landkreis Kitzingen ist ein ehemaliger Sakralbau der Israelitischen Kultusgemeinde. Sie liegt an der Badersgasse inmitten des Dorfes.

## Geschichte
Die jüdische Gemeinde begann erstmals zu Beginn des 18. Jahrhunderts mit der Errichtung eines Sakralbaus. Der Jude Samson erlaubte im Jahr 1718 eine Synagoge an sein Haus in der Badersgasse anzubauen. Für die Errichtung dieser Synagoge musste die Gemeinde „jährlich an Martini (...) 3 fl. (...)“ zahlen. Wahrscheinlich präsentierte sich die Synagoge sehr schlicht. Sie war bereits im Jahr 1751 baufällig geworden und wurde in den folgenden Jahren wahrscheinlich renoviert.
Zwischen 1792 und 1793 errichtete man dann eine neue Synagoge an der Stelle der alten. Hierzu waren bereits 1791 Bäume gefällt worden, die im Dachwerk eingearbeitet wurden. Im Februar 1793 weihte die jüdische Gemeinde die neue Synagoge feierlich ein. Trotz herrschender Fastenzeit erfolgte die Weihe mit Gesang und Musik. Im Jahr 1846 war die Synagoge baufällig und musste in den kommenden Jahrzehnten erneuert werden. Am Ende des 19. Jahrhunderts baute man das Deckengewölbe aus.
Nachdem die Gemeinde immer weiter geschrumpft war, wurde sie im Juni 1938 aufgelöst. Die Synagoge wurde säkularisiert und an den christlichen Nachbarn Thomas Schmidt verkauft. Zwischen 1948 und 1950 baute dieser das Gebäude zum Wohnhaus um. Neuerliche Veränderungen nahm um 1977 der neue Besitzer Siegfried Latzel vor. 1982 kam das Gebäude an Margot Fuchs, die 1989/1990 ein Nebengebäude anbauen ließ. Im Jahr 2005 erwarben Reinhard Hüßner und seine Frau Michaela das Gebäude.
Zwischen dem Jahr 2007 und 2013 wurde das Gebäude umfassend renoviert und archäologisch untersucht. Dabei wurde ein ehemaliges Herrenhaus von 1264 als Vorgängerbau des Sakralbaues freigelegt. Außerdem entdeckten die Ausgräber mehrere alte Vorratstöpfe und Kacheln aus dem 15. und 16. Jahrhundert. Während der Bauarbeiten kam außerdem eine Genisa zum Vorschein, die bis 2021 wissenschaftlich untersucht und dokumentiert wurde. Die Baumaßnahmen wurden von der Bezirks-Kulturstiftung Unterfranken ausgezeichnet.

## Beschreibung

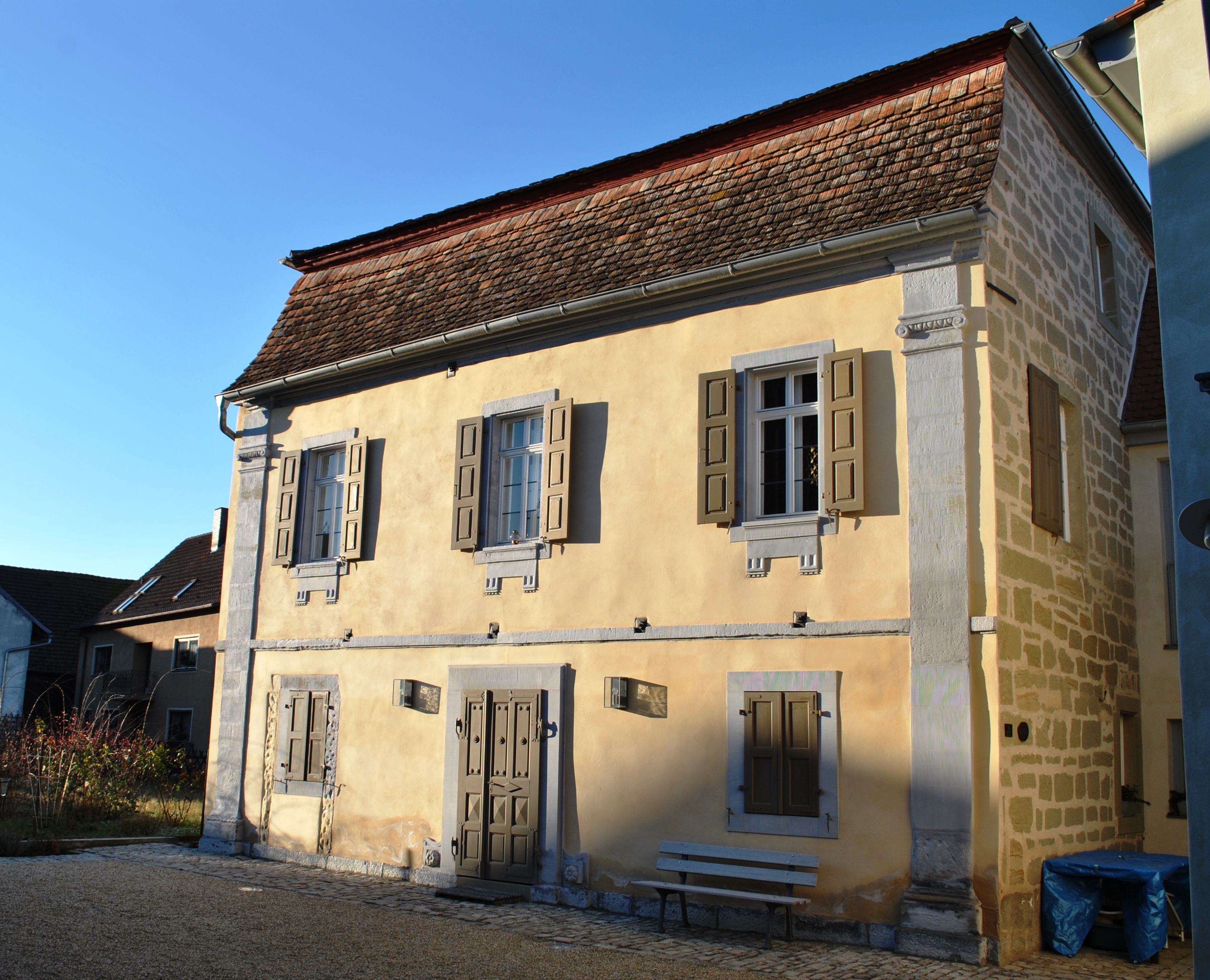
Die Schauseite der Synagoge

Bei der Synagoge handelt es sich um einen zweigeschossigen Bau aus Sandstein. Drei Fensterreihen unterstreichen die klassizistischen Merkmale des Massivbaus. Auf der Südseite rahmen zwei Pilaster mit toskanisierenden Kapitellen das Gebäude ein. Ein schlichtes Gurtgesims macht die Geschosse auch äußerlich erkennbar. Die Südseite wurde als Schauseite konzipiert und war als einzige verputzt und farbig gefasst. Das Gebäude unterschied sich kaum von anderen Höfen im Dorf.
Im Inneren erkennt man noch heute eine Binnengliederung, die Synagoge und Vorsängerwohnung in ein und demselben Gebäude unterbrachte. Im Erdgeschoss war eine Stube, eine Kammer und eine Küche untergebracht, während der Eingangsbereich von der Mikwe dominiert war. Die Stube konnte mittels eines Kachelofens beheizt werden, der von der Stube aus bestückt werden konnte. Ein enger Schlot leitete den Rauch aus der Synagoge ab.
Der Sakralraum selbst lag im Obergeschoss und nahm mehr als drei Viertel der Fläche ein. Er wurde recht hoch in das Mansarddach gezogen, sodass er zweigeschossig angelegt werden konnte. Im Westgiebel befand sich der Zugang zur sogenannten Frauenempore, während die Männer die Synagoge durch den Haupteingang betraten. Auf der Ostseite wurde eine Wandnische angebracht, um den hier aufzustellenden Thoraschrein unterzubringen. 
Die Mikwe im Erdgeschoss war etwa 10 Quadratmeter groß. Das Tauchbecken füllte lediglich die heutige Nord-Westecke aus und war durch vier bis fünf Stufen zu erreichen. In den 1840er Jahren ließ die Gemeinde einen Kessel zum Erhitzen des Wassers hier anbringen. Die ständige Feuchtigkeit in der Mikwe führte zu statischen Problemen, weil man die Deckenbalken auswechseln musste. In späterer Zeit verstärkte man das Gewölbe über dem Ritualbad deshalb mit Eisenträgern. 
Im späten 19. Jahrhundert baute man auch das Deckengewölbe aus und zog eine Flachdecke im Betsaal ein. Den Putzmörtel der über der neuen Holzkonstruktion angebracht wurde, verzierte man mit Schablonenmalereien, die geometrische Muster und Blumen zeigen. Die Decke wurde mit Sternen gestaltet. In dieser Gestaltung weist die Wiesenbronner Synagoge große Ähnlichkeit zu ihrem Kitzinger Pendant von 1883 auf. Nach der Auflösung der Gemeinde veränderte man den Bau.

## Ausstellung
Im Erdgeschoss der ehemaligen Synagoge wurden einige Dokumentationsräume eingerichtet. Sie beleuchten die Geschichte der jüdischen Gemeinde Wiesenbronn und nehmen vor allem die Biografie des in Wiesenbronn aufgewachsenen Rabbiners Seligmann Bär Bamberger in den Blick. Zentrum der kleinen Ausstellung ist die freigelegte Mikwe. Daneben bieten Überreste einer Genisha Einblick in das religiöse Leben der Gemeinde. Mit der Ballotage des jüdisch geprägten Männergesangvereins wird einer der 100 Heimatschätze Bayerns in der Synagoge ausgestellt.